# (12040) Jacobi
(12040) Jacobi est un astéroïde de la ceinture principale.

## Description
(12040) Jacobi est un astéroïde de la ceinture principale. Il fut découvert par Paul G. Comba le 8 mars 1997 à Prescott. Il présente une orbite caractérisée par un demi-grand axe de 2,42 UA, une excentricité de 0,203 et une inclinaison de 2,7° par rapport à l'écliptique.

Il fut nommé en hommage au mathématicien allemand Carl Gustav Jakob Jacobi (1804-1851), professeur à l'Université de Königsberg et Berlin qui développa la théorie des fonctions elliptiques, découverte également indépendamment par Gauss et Abel.